# Campionati europei di pattinaggio di velocità 2021 - Sprint maschile
Il concorso sprint maschile dei Campionati europei di pattinaggio di velocità 2023 si è svolto il 17 e 18 gennaio 2021 alla Thialf di Heerenveen, nei Paesi Bassi.

## Risultati

### 500 metri[1]
| Pos. | Pattinatore                 | Nazione                | Tempo | Ritardo | Punti  |
| ---- | --------------------------- | ---------------------- | ----- | ------- | ------ |
| 1    | Viktor Mushtakov            | Russia (bandiera)      | 34.69 |         | 34.690 |
| 2    | Joel Dufter                 | Germania (bandiera)    | 34.79 | +0.10   | 34.790 |
| 3    | Hein Otterspeer             | Paesi Bassi (bandiera) | 34.85 | +0.16   | 34.850 |
| 4    | Thomas Krol                 | Paesi Bassi (bandiera) | 34.90 | +0.21   | 34.900 |
| 5    | Artur Nogal                 | Polonia (bandiera)     | 35.02 | +0.33   | 35.020 |
| 6    | Håvard Holmefjord Lorentzen | Norvegia (bandiera)    | 35.04 | +0.35   | 35.040 |
| 7    | Bjørn Magnussen             | Norvegia (bandiera)    | 35.06 | +0.37   | 35.060 |
| 8    | Piotr Michalski             | Polonia (bandiera)     | 35.08 | +0.39   | 35.080 |
| 8    | David Bosa                  | Italia (bandiera)      | 35.08 | +0.39   | 35.080 |
| 10   | Marten Liiv                 | Estonia (bandiera)     | 35.23 | +0.54   | 35.230 |
| 11   | Nico Ihle                   | Germania (bandiera)    | 35.27 | +0.58   | 35.270 |
| 12   | Damian Żurek                | Polonia (bandiera)     | 35.28 | +0.59   | 35.280 |
| 12   | Ignat Golovatsiuk           | Bielorussia (bandiera) | 35.28 | +0.59   | 35.280 |
| 14   | Artem Arefyev               | Russia (bandiera)      | 35.49 | +0.80   | 35.490 |
| 15   | Victor Lobas                | Russia (bandiera)      | 35.65 | +0.96   | 35.650 |
| 16   | Mathias Vosté               | Belgio (bandiera)      | 35.73 | +1.04   | 35.730 |
| 17   | Hendrik Dombek              | Germania (bandiera)    | 35.83 | +1.14   | 35.830 |
| 18   | Samuli Suomalainen          | Finlandia (bandiera)   | 36.51 | +1.82   | 36.510 |
| —    | Odin By Farstad             | Norvegia (bandiera)    | DSQ   | DSQ     | DSQ    |
| —    | Kai Verbij                  | Paesi Bassi (bandiera) | DSQ   | DSQ     | DSQ    |

### 1000 metri[2]
| Pos. | Pattinatore                 | Nazione                | Tempo   | Ritardo | Punti  |
| ---- | --------------------------- | ---------------------- | ------- | ------- | ------ |
| 1    | Thomas Krol                 | Paesi Bassi (bandiera) | 1:07.49 |         | 33.745 |
| 2    | Kai Verbij                  | Paesi Bassi (bandiera) | 1:08.17 | +0.68   | 34.085 |
| 3    | Hein Otterspeer             | Paesi Bassi (bandiera) | 1:08.27 | +0.78   | 34.135 |
| 4    | Joel Dufter                 | Germania (bandiera)    | 1:08.57 | +1.08   | 34.285 |
| 5    | Nico Ihle                   | Germania (bandiera)    | 1:08.93 | +1.44   | 34.465 |
| 6    | David Bosa                  | Italia (bandiera)      | 1:09.21 | +1.72   | 34.605 |
| 7    | Håvard Holmefjord Lorentzen | Norvegia (bandiera)    | 1:09.24 | +1.75   | 34.620 |
| 8    | Viktor Mushtakov            | Russia (bandiera)      | 1:09.46 | +1.97   | 34.730 |
| 9    | Mathias Vosté               | Belgio (bandiera)      | 1:09.49 | +2.00   | 34.745 |
| 10   | Odin By Farstad             | Norvegia (bandiera)    | 1:09.58 | +2.09   | 34.790 |
| 11   | Piotr Michalski             | Polonia (bandiera)     | 1:09.80 | +2.31   | 34.900 |
| 12   | Artur Nogal                 | Polonia (bandiera)     | 1:09.85 | +2.36   | 34.925 |
| 13   | Hendrik Dombek              | Germania (bandiera)    | 1:09.96 | +2.47   | 34.980 |
| 14   | Marten Liiv                 | Estonia (bandiera)     | 1:09.99 | +2.50   | 34.995 |
| 15   | Ignat Golovatsiuk           | Bielorussia (bandiera) | 1:10.25 | +2.76   | 35.125 |
| 16   | Victor Lobas                | Russia (bandiera)      | 1:10.31 | +2.82   | 35.155 |
| 17   | Artem Arefyev               | Russia (bandiera)      | 1:10.59 | +3.10   | 35.295 |
| 18   | Damian Żurek                | Polonia (bandiera)     | 1:10.78 | +3.29   | 35.390 |
| 18   | Bjørn Magnussen             | Norvegia (bandiera)    | 1:10.78 | +3.29   | 35.390 |
| 20   | Samuli Suomalainen          | Finlandia (bandiera)   | 1:13.18 | +5.69   | 36.590 |

### 500 metri[3]
| Pos. | Pattinatore                 | Nazione                | Tempo | Ritardo | Punti  |
| ---- | --------------------------- | ---------------------- | ----- | ------- | ------ |
| 1    | Kai Verbij                  | Paesi Bassi (bandiera) | 34.58 |         | 34.580 |
| 2    | Artur Nogal                 | Polonia (bandiera)     | 34.94 | +0.36   | 34.940 |
| 3    | Artem Arefyev               | Russia (bandiera)      | 34.96 | +0.38   | 34.960 |
| 4    | Viktor Mushtakov            | Russia (bandiera)      | 35.09 | +0.51   | 35.090 |
| 5    | Hein Otterspeer             | Paesi Bassi (bandiera) | 35.12 | +0.54   | 35.120 |
| 6    | Joel Dufter                 | Germania (bandiera)    | 35.23 | +0.65   | 35.230 |
| 7    | Håvard Holmefjord Lorentzen | Norvegia (bandiera)    | 35.29 | +0.71   | 35.290 |
| 8    | Thomas Krol                 | Paesi Bassi (bandiera) | 35.30 | +0.72   | 35.300 |
| 9    | Damian Żurek                | Polonia (bandiera)     | 35.42 | +0.84   | 35.420 |
| 10   | Piotr Michalski             | Polonia (bandiera)     | 35.48 | +0.90   | 35.480 |
| 11   | Mathias Vosté               | Belgio (bandiera)      | 35.50 | +0.92   | 35.500 |
| 12   | Hendrik Dombek              | Germania (bandiera)    | 35.54 | +0.96   | 35.540 |
| 13   | Ignat Golovatsiuk           | Bielorussia (bandiera) | 35.58 | +1.00   | 35.580 |
| 14   | David Bosa                  | Italia (bandiera)      | 35.68 | +1.10   | 35.680 |
| 15   | Odin By Farstad             | Norvegia (bandiera)    | 35.80 | +1.22   | 35.800 |
| 16   | Victor Lobas                | Russia (bandiera)      | 35.83 | +1.25   | 35.830 |
| 17   | Marten Liiv                 | Estonia (bandiera)     | 35.93 | +1.35   | 35.930 |
| —    | Nico Ihle                   | Germania (bandiera)    | DNF   | DNF     | DNF    |
| —    | Bjørn Magnussen             | Norvegia (bandiera)    | DSQ   | DSQ     | DSQ    |
| —    | Samuli Suomalainen          | Finlandia (bandiera)   | DNS   | DNS     | DNS    |

### 1000 metri[4]
| Pos. | Pattinatore                 | Nazione                | Tempo   | Ritardo | Punti  |
| ---- | --------------------------- | ---------------------- | ------- | ------- | ------ |
| 1    | Thomas Krol                 | Paesi Bassi (bandiera) | 1:08.02 |         | 34.010 |
| 2    | Mathias Vosté               | Belgio (bandiera)      | 1:08.78 | +0.76   | 34.390 |
| 3    | Joel Dufter                 | Germania (bandiera)    | 1:08.93 | +0.91   | 34.465 |
| 4    | Hein Otterspeer             | Paesi Bassi (bandiera) | 1:09.08 | +1.06   | 34.540 |
| 5    | Håvard Holmefjord Lorentzen | Norvegia (bandiera)    | 1:09.22 | +1.20   | 34.610 |
| 6    | Marten Liiv                 | Estonia (bandiera)     | 1:09.45 | +1.43   | 34.725 |
| 7    | David Bosa                  | Italia (bandiera)      | 1:09.52 | +1.50   | 33.760 |
| 8    | Piotr Michalski             | Polonia (bandiera)     | 1:09.59 | +1.57   | 34.795 |
| 9    | Artur Nogal                 | Polonia (bandiera)     | 1:09.94 | +1.92   | 34.970 |
| 10   | Hendrik Dombek              | Germania (bandiera)    | 1:10.58 | +2.56   | 35.290 |
| 11   | Damian Żurek                | Polonia (bandiera)     | 1:10.91 | +2.89   | 35.455 |
| 12   | Victor Lobas                | Russia (bandiera)      | 1:11.17 | +3.15   | 35.585 |
| —    | Viktor Mushtakov            | Russia (bandiera)      | DNF     | DNF     | DNF    |
| —    | Artem Arefyev               | Russia (bandiera)      | DNS     | DNS     | DNS    |
| —    | Ignat Golovatsiuk           | Bielorussia (bandiera) | DNS     | DNS     | DNS    |

### Classifica finale
| Pos | Atleta                      | Naz.                   | 500 m      | 1000 m       | 500 m      | 1000 m       | Punti   | Gap    |
| --- | --------------------------- | ---------------------- | ---------- | ------------ | ---------- | ------------ | ------- | ------ |
| 1   | Thomas Krol                 | Paesi Bassi (bandiera) | 34.90 (4)  | 1:07.49 (1)  | 35.30 (8)  | 1:08.02 (1)  | 137.955 |        |
| 2   | Hein Otterspeer             | Paesi Bassi (bandiera) | 34.85 (3)  | 1:08.27 (3)  | 35.12 (5)  | 1:09.08 (4)  | 138.645 | +0.690 |
| 3   | Joel Dufter                 | Germania (bandiera)    | 34.79 (2)  | 1:08.57 (4)  | 35.23 (6)  | 1:08.93 (3)  | 138.770 | +0.815 |
| 4   | Håvard Holmefjord Lorentzen | Norvegia (bandiera)    | 35.04 (6)  | 1:09.24 (7)  | 35.29 (7)  | 1:09.22 (5)  | 139.560 | +1.605 |
| 5   | Artur Nogal                 | Polonia (bandiera)     | 35.02 (5)  | 1:09.85 (12) | 34.94 (2)  | 1:09.94 (9)  | 139.855 | +1.900 |
| 6   | David Bosa                  | Italia (bandiera)      | 35.08 (8)  | 1:09.21 (6)  | 35.68 (14) | 1:09.52 (7)  | 140.125 | +2.170 |
| 7   | Piotr Michalski             | Polonia (bandiera)     | 35.08 (8)  | 1:09.80 (11) | 35.48 (10) | 1:09.59 (8)  | 140.255 | +2.300 |
| 8   | Mathias Vosté               | Belgio (bandiera)      | 35.73 (16) | 1:09.49 (9)  | 35.50 (11) | 1:08.78 (2)  | 140.365 | +2.410 |
| 9   | Marten Liiv                 | Estonia (bandiera)     | 35.23 (10) | 1:09.99 (14) | 35.93 (17) | 1:09.45 (6)  | 140.880 | +2.925 |
| 10  | Damian Żurek                | Polonia (bandiera)     | 35.28 (12) | 1:10.78 (18) | 35.42 (9)  | 1:10.91 (11) | 141.545 | +3.590 |
| 11  | Hendrik Dombek              | Germania (bandiera)    | 35.83 (17) | 1:09.96 (13) | 35.54 (12) | 1:10.58 (10) | 141.640 | +3.685 |
| 12  | Victor Lobas                | Russia (bandiera)      | 35.65 (15) | 1:10.31 (16) | 35.83 (16) | 1:11.17 (12) | 142.220 | +4.265 |
| 13  | Viktor Mushtakov            | Russia (bandiera)      | 34.69 (1)  | 1:09.46 (8)  | 35.09 (4)  | DNF          | 104.510 | N.D.   |
| 14  | Artem Arefyev               | Russia (bandiera)      | 35.49 (14) | 1:10.59 (17) | 34.96 (3)  | WDR          | N.D.    | N.D.   |
| 14  | Ignat Golovatsiuk           | Bielorussia (bandiera) | 35.28 (12) | 1:10.25 (15) | 35.58 (13) | WDR          | N.D.    | N.D.   |
| 14  | Nico Ihle                   | Germania (bandiera)    | 35.27 (11) | 1:08.93 (5)  | DNF        | N.D.         | N.D.    | N.D.   |
| 14  | Bjørn Magnussen             | Norvegia (bandiera)    | 35.06 (7)  | 1:10.78 (18) | DQ         | N.D.         | N.D.    | N.D.   |
| 14  | Samuli Suomalainen          | Finlandia (bandiera)   | 36.51 (18) | 1:13.18 (20) | WDR        | N.D.         | N.D.    | N.D.   |
| 14  | Kai Verbij                  | Paesi Bassi (bandiera) | DQ         | 1:08.17 (2)  | 34.58 (1)  | N.D.         | N.D.    | N.D.   |
| 14  | Odin By Farstad             | Norvegia (bandiera)    | DQ         | 1:09.58 (10) | 35.80 (15) | N.D.         | N.D.    | N.D.   |